# Mabrya erecta
Mabrya erecta là một loài thực vật có hoa trong họ Mã đề. Loài này được William Botting Hemsley mô tả khoa học đầu tiên năm 1882 dưới danh pháp Maurandya erecta. Năm 1985 Wayne J. Elisens chuyển nó sang chi Mabrya.

## Phân bố
Loài này là bản địa Mexico.